# WTA Tournament of Champions 2010
El Commonwealth Bank Tournament of Champions 2010 fue un torneo de tenis femenino que se disputó en Bali (Indonesia) en una pista dura en pista cubierta. Fue la segunda edición del WTA Tournament of Champions y se disputó del 4 al 7 de noviembre.

## Sistema de clasificación
Hubo cambios con respecto a la primera edición, ya que solamente la disputan 8 tenistas. Se clasifican para el torneo las 6 mejores clasificadas al final del año, que hayan ganado al menos 1 título de la serie WTA International Tournaments, y no haya quedado clasificada entre las 8 mejores, que disputan el WTA Tour Championships. Además la WTA otorga 2 wild-card.
Se disputó en eliminatorias directas como un torneo normal, desde cuartos de final en adelante. Como novedad, también se disputó un partido por el tercer y cuarto puesto.
Además, si la ganadora del torneo ha ganado al menos 3 torneos de la serie WTA International Tournaments, gana un premio adicional de 1 millón de dólares, pero en esta edición ninguna jugadora optó a ella al no lograr ninguna vencer en 3 torneos.

### Torneos
La lista de torneos y de ganadoras de 2010 es la siguiente:

## Tenistas clasificadas para el Torneo
Las jugadoras marcadas en color salmón son las que estarían clasificadas para el torneo a día de hoy, mientras que las que están marcadas en color azul son las que lo están para el WTA Tour Championships 2010.
| 1   | Caroline Wozniacki        | Bandera de Dinamarca                  |
| 2   | Vera Zvonareva            | Bandera de Rusia                      |
| 4   | Venus Williams            | Bandera de Estados Unidos             |
| 5   | Kim Clijsters             | Bandera de Bélgica                    |
| 6   | Francesca Schiavone       | Bandera de Italia                     |
| 11  | Na Li                     | Bandera de la República Popular China |
| 12  | Justine Henin             | Bandera de Bélgica                    |
| 17  | María Sharápova           | Bandera de Rusia                      |
| 18  | Aravane Rezai             | Bandera de Francia                    |
| 20  | Anastasiya Pavliuchenkova | Bandera de Rusia                      |
| 21  | Kaia Kanepi               | Bandera de Estonia                    |
| 22  | Yanina Wickmayer          | Bandera de Bélgica                    |
| 23  | Flavia Pennetta           | Bandera de Italia                     |
| 24  | Ana Ivanovic              | Bandera de Serbia                     |
| 27  | Alisa Kleibánova          | Bandera de Rusia                      |
| 31  | Daniela Hantuchova        | Bandera de Eslovaquia                 |
| 36  | Alona Bondarenko          | Bandera de Ucrania                    |
| 37  | Ágnes Szávay              | Bandera de Hungría                    |
| 38  | Roberta Vinci             | Bandera de Italia                     |
| 41  | Julia Görges              | Bandera de Alemania                   |
| 43  | Jarmila Groth             | Bandera de Australia                  |
| 45  | Anastasija Sevastova      | Bandera de Letonia                    |
| 53  | Kimiko Date               | Bandera de Japón                      |
| 57  | Anna Chakvetadze          | Bandera de Rusia                      |
| 58  | Ala Kudriávtseva          | Bandera de Rusia                      |
| 61  | Iveta Benesova            | Bandera de República Checa            |
| 62  | Tamarine Tanasugarn       | Bandera de Tailandia                  |
| 91  | Tamira Paszek             | Bandera de Austria                    |
| 131 | Mariana Duque             | Bandera de Colombia                   |

- Flavia Pennetta renunció a participar en este torneo ya que coincidió con la final de la Copa Federación.
- Justine Henin, María Sharápova y Kaia Kanepi renunciaron a participar en este torneo por sus respectivas lesiones.
- Daniela Hantuchova y Kimiko Date son las 2 wild-card otorgadas por la WTA. Daniela no ganó ningún International Tournament (jugó 1 final). Kimiko tampoco ganó ninguno (jugó también 1 final).

## Resultados
|  | Cuartos de final | Cuartos de final          | Cuartos de final | Cuartos de final | Cuartos de final |    |                    | Semifinales       | Semifinales | Semifinales  | Semifinales | Semifinales       |              |              | Final        | Final              | Final        | Final | Final |  |
|  |                  |                           |                  |                  |                  |    |                    |                   |             |              |             |                   |              |              |              |                    |              |       |       |  |
|  |                  |                           |                  |                  |                  |    |                    |                   |             |              |             |                   |              |              |              |                    |              |       |       |  |
|  | 1                | Li Na                     | 4                | 6                | 4                |    |                    |                   |             |              |             |                   |              |              |              |                    |              |       |       |  |
|  | 1                | Li Na                     | 4                | 6                | 4                |    |                    |                   |             |              |             |                   |              |              |              |                    |              |       |       |  |
|  | WC               | Kimiko Date Krumm         | 6                | 3                | 6                |    |                    |                   |             |              |             |                   |              |              |              |                    |              |       |       |  |
|  | WC               | Kimiko Date Krumm         | 6                | 3                | 6                |    | WC                 | Kimiko Date Krumm | 5           | 7            | 2           |                   |              |              |              |                    |              |       |       |  |
|  |                  |                           |                  |                  |                  |    | WC                 | Kimiko Date Krumm | 5           | 7            | 2           |                   |              |              |              |                    |              |       |       |  |
|  |                  |                           |                  | Ana Ivanović     | 7                | 65 | 6                  |                   |             |              |             |                   |              |              |              |                    |              |       |       |  |
|  | 3                | Anastasiya Pavliuchenkova | 0                | Ana Ivanović     | 7                | 65 | 6                  | 1                 |             |              |             |                   |              |              |              |                    |              |       |       |  |
|  | 3                | Anastasiya Pavliuchenkova | 0                |                  |                  |    |                    |                   |             |              |             |                   |              |              |              |                    |              |       |       |  |
|  |                  | Ana Ivanović              | 6                | 6                |                  |    |                    |                   |             |              |             |                   |              |              |              |                    |              |       |       |  |
|  |                  |                           |                  |                  |                  |    |                    |                   |             | Ana Ivanović | 6           | 7                 |              |              |              |                    |              |       |       |  |
|  |                  |                           |                  |                  |                  |    |                    |                   |             |              |             |                   |              |              |              |                    |              |       |       |  |
|  |                  |                           |                  | Alisa Kleybanova | 2                | 65 |                    |                   |             |              |             |                   |              |              |              |                    |              |       |       |  |
|  | WC               | Daniela Hantuchová        | 6                | Alisa Kleybanova | 2                | 65 | 7                  |                   |             |              |             |                   |              |              |              |                    |              |       |       |  |
|  | WC               | Daniela Hantuchová        | 6                |                  |                  |    |                    |                   |             |              |             |                   |              |              |              |                    |              |       |       |  |
|  | 4                | Yanina Wickmayer          | 4                | 65               |                  |    |                    |                   |             |              |             |                   |              |              |              |                    |              |       |       |  |
|  | 4                | Yanina Wickmayer          | 4                | 65               |                  | WC | Daniela Hantuchová | 3                 | 1           |              |             |                   | Tercer lugar | Tercer lugar | Tercer lugar | Tercer lugar       | Tercer lugar |       |       |  |
|  |                  |                           |                  |                  |                  | WC | Daniela Hantuchová | 3                 | 1           |              |             |                   | Tercer lugar | Tercer lugar | Tercer lugar | Tercer lugar       | Tercer lugar |       |       |  |
|  |                  |                           |                  | Alisa Kleybanova | 6                | 6  |                    |                   |             |              |             |                   |              |              |              |                    |              |       |       |  |
|  |                  | Alisa Kleybanova          | 6                | Alisa Kleybanova | 6                | 6  | 6                  |                   |             |              | WC          | Kimiko Date Krumm | 7            | 7            |              |                    |              |       |       |  |
|  |                  |                           |                  |                  |                  |    |                    |                   |             |              | WC          | Kimiko Date Krumm | 7            | 7            |              |                    |              |       |       |  |
|  | 2                | Aravane Rezaï             | 1                | 2                |                  |    |                    |                   |             |              |             |                   |              |              | WC           | Daniela Hantuchová | 5            | 5     |       |  |
|  | 2                | Aravane Rezaï             | 1                | 2                |                  |    |                    |                   |             |              |             |                   |              |              | WC           | Daniela Hantuchová | 5            | 5     |       |  |
|  |                  |                           |                  |                  |                  |    |                    |                   |             |              |             |                   |              |              |              |                    |              |       |       |  |

- Se realizó un duelo por el tercer lugar entre Kimiko Date Krumm y Daniela Hantuchova

| Tercer lugar      | Cuarto lugar       | Resultado |
| ----------------- | ------------------ | --------- |
| Kimiko Date Krumm | Daniela Hantuchova | 7-5 7-5.  |